# Vento dell'est
Vento dell'est  (Le Vent d'est) è un film del Gruppo Dziga Vertov attribuibile a Jean-Luc Godard, Jean-Pierre Gorin e a Gérard Martin, del 1970.

## Trama
Una ragazza italiana presunta rivoluzionaria in realtà cade preda dell'ideologia borghese.

## Produzione
Nel 1969 Godard, Roger e Wiazemsky partono insieme al leader studentesco Daniel Cohn-Bendit per Roma, dove hanno intenzione di lavorare a un "western politico", o meglio un "western gauchiste spaghetti", con Gian Maria Volonté come attore protagonista. Nel progetto di Vento dell'est viene coinvolto anche il regista Marco Ferreri attivista di Lotta Continua. I finanziamenti sono importanti, 220.000 dollari, il budget più alto di cui Godard abbia disposto fino a questo momento. Jean-Pierre Gorin non può partecipare, è ricoverato a Parigi per un incidente in motocicletta, ma arriverà quando le riprese sono ancora in corso per correggere le posizioni troppo “anarchiche” di Cohn-Bendit.
Il risultato è un pot-pourri senza capo né coda, con la star Volonté sottoutilizzata e filmata come una comparsa qualsiasi. Esasperata dall'influenza che i dogmatici giovani maoisti hanno sul marito, Anne Wiazemsky se ne va con un altro uomo e Godard rientra a Parigi nel giugno 1969, in preda alla depressione; dopo un maldestro tentativo di suicidio con barbiturici, cerca anche di gettarsi dalla finestra, bloccato all'ultimo momento da un amico che passa per caso. Il caos di materiale girato acquista finalmente la forma di film nei quattro mesi di montaggio a cura di Godard e Gorin.